# Vulkan-Nationalpark

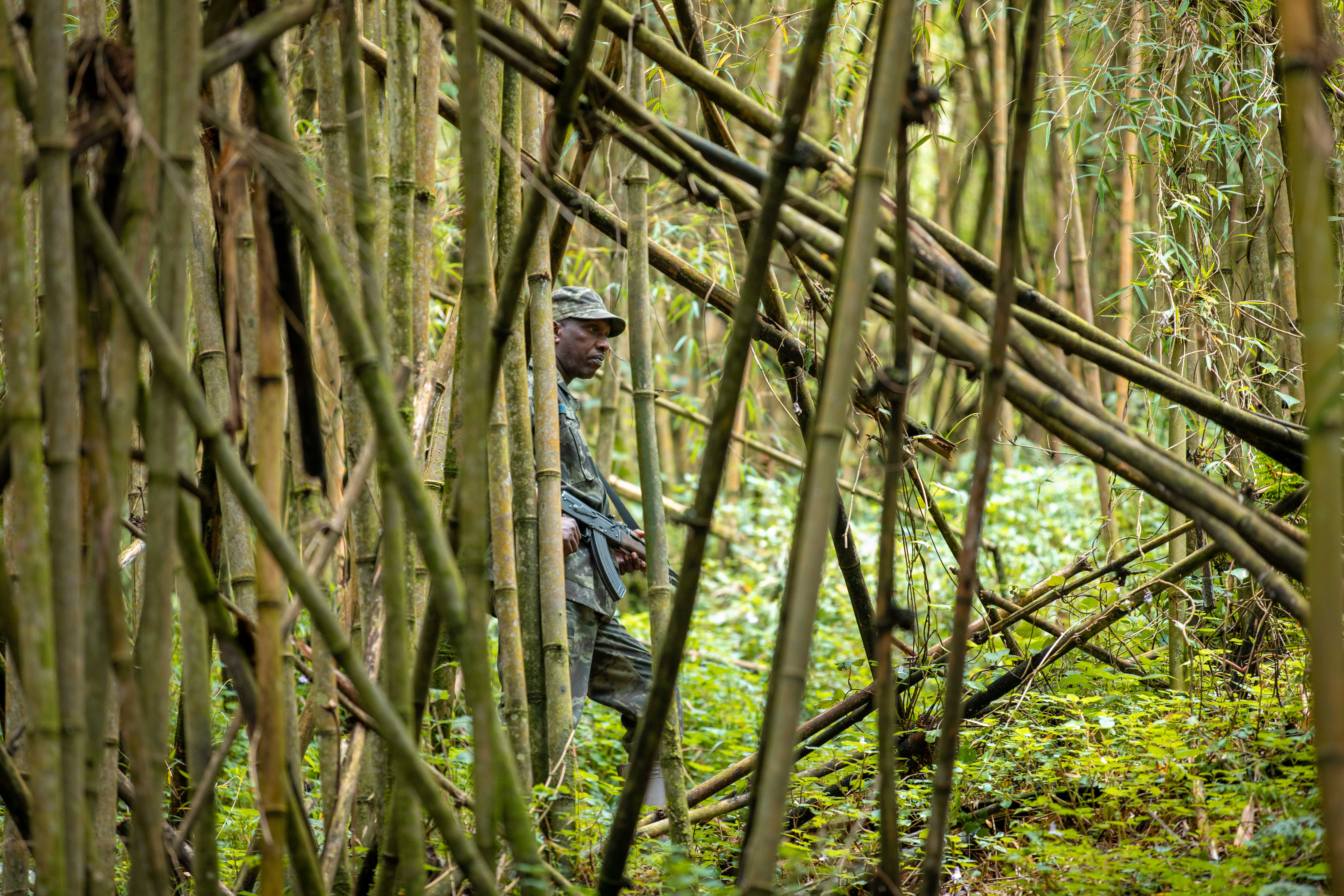
Ein mit einer AK-47 bewaffneter Parkwächter in einem Bambuswald im Nationalpark (2019)

Der Vulkan-Nationalpark (frz. Parc national des volcans) ist ein etwa 13.000 Hektar großer Nationalpark im Nordwesten Ruandas. Ebenso wie der Virunga-Nationalpark in der Demokratischen Republik Kongo entstand der Nationalpark 1969 aus der Teilung des bereits seit 1925 bestehenden Albert-Nationalparks. Bekannt ist er vor allem für die hier vorkommenden Berggorillas.
BirdLife International identifiziert das Gebiet als Important Bird Area (IBA).

## Geographie
Der Park liegt im Nordwesten Ruandas an der Grenze zur DR Kongo und Uganda, etwa 15 Kilometer nordwestlich der Stadt Ruhengeri. Im Park liegen fünf der acht Virunga-Vulkane: Visoke (andere Schreibweisen: Bisoke oder Bisoko), Gahinga, Karisimbi, Muhabura und Sabinyo.

## Geschichte

### Albert-Nationalpark
Der Vorgänger des Vulkan-Nationalparks wurde bereits 1925 eingerichtet und war damit der erste Nationalpark Afrikas. Zunächst wurde nur ein kleines Gebiet um Karisimbi, Visoke und Mikeno zum Nationalpark erklärt, um die hier lebenden Gorillas vor Wilderei zu schützen. 1929 wurde der Park durch die Kolonialmacht Belgien um weitere Gebiete in Ruanda-Urundi und Belgisch-Kongo erweitert. Der Park wuchs damit auf eine Fläche von 8090 km².

### Teilung
Nach der Unabhängigkeit des Kongos wurde der Albert-Nationalpark 1969 geteilt. Es entstanden der Vulkan-Nationalpark in Ruanda und der Virunga-Nationalpark in der DR Kongo. Bekannt wurde der Park durch die Forschungen Dian Fosseys. Sie errichtete 1967 die Karisoke-Forschungsstation zwischen Karisimbi und Visoke. Von hier aus erforschte sie in einer Langzeitstudie das Leben der Berggorillas im Nationalpark und engagierte sich für den Schutz der Tiere. Der Park wurde 1983 zum Biosphären-Reservat erklärt. Dian Fossey wurde 1985 von Unbekannten ermordet und auf dem Gorillafriedhof nahe ihrer Forschungsstation beigesetzt.
Im Vorfeld des Völkermordes in Ruanda fanden auch im Nationalpark immer wieder Kämpfe statt, in deren Verlauf 1992 auch das Verwaltungszentrum des Nationalparks angegriffen wurde. Als Folge wurde das Zentrum aufgegeben, und alle Aktivitäten im Park wurden bis 1999 eingestellt. Nach dem Ende des Völkermordes kam es bis heute immer wieder zu vereinzelten Versuchen verschiedener Rebellengruppen, sich in dem Park einzurichten.

## Flora und Fauna
Die Vegetation variiert stark nach Höhenlage. Zwischen etwa 2400 und 2500 Meter Höhe wachsen Bergwälder aus Neoboutonia. Darüber zwischen 2500 und 3000 Meter Höhe finden sich Bambuswälder der Art Arundinaria alpina. Zwischen 3500 und 4000 Metern wächst subalpine Vegetation mit Lobelien, Dickicht und immergrünem Buschland und über 4000 Metern findet sich Vegetation der afroalpinen Höhenstufe.
Bekannt ist der Park vor allem für seine Berggorillas. Andere im Park lebende, gefährdete Säugetiere sind die Goldmeerkatze und der Afrikanische Elefant. Zur Herpetofauna zählt beispielsweise die gefährdete Waldsteigerfroschart Leptopelis karissimbensis. Weitere vorkommende Froschlurche sind die Arten Arthroleptis adolfifriederici, Leptopelis kivuensis, Amietophrynus kisoloensis, die Riedfrösche Hyperolius castaneus, Hyperolius cinnamomeoventris und Hyperolius viridiflavus sowie Phrynobatrachus graueri und Xenopus wittei. Vorkommende Reptilien sind das Raue Bergchamäleon  (Chamaeleo rudis), die Adolfus-Eidechsenarten Adolfus jacksoni und Adolfus vauereselli, die Skinke Leptosiaphos graueri und Mabuya striata sowie die Schlangen Atheris nitschei, Lamprophis olivaceus und Philothamnus ruandae. Der Nationalpark ist auch ein wichtiger Lebensraum für viele Vogelarten, der von BirdLife International daher als Important Bird Area gelistet wird. An gefährdeten Arten kommen Shelleys Bergastrild (Cryptospiza shelleyi) und der Kivubuschsänger (Bradypterus graueri) vor. Als potentiell gefährdet werden zudem der Bergbussard (Buteo oreophilus) und der Lagdenwürger (Malaconotus lagdeni) eingestuft.

Tiere im Nationalpark
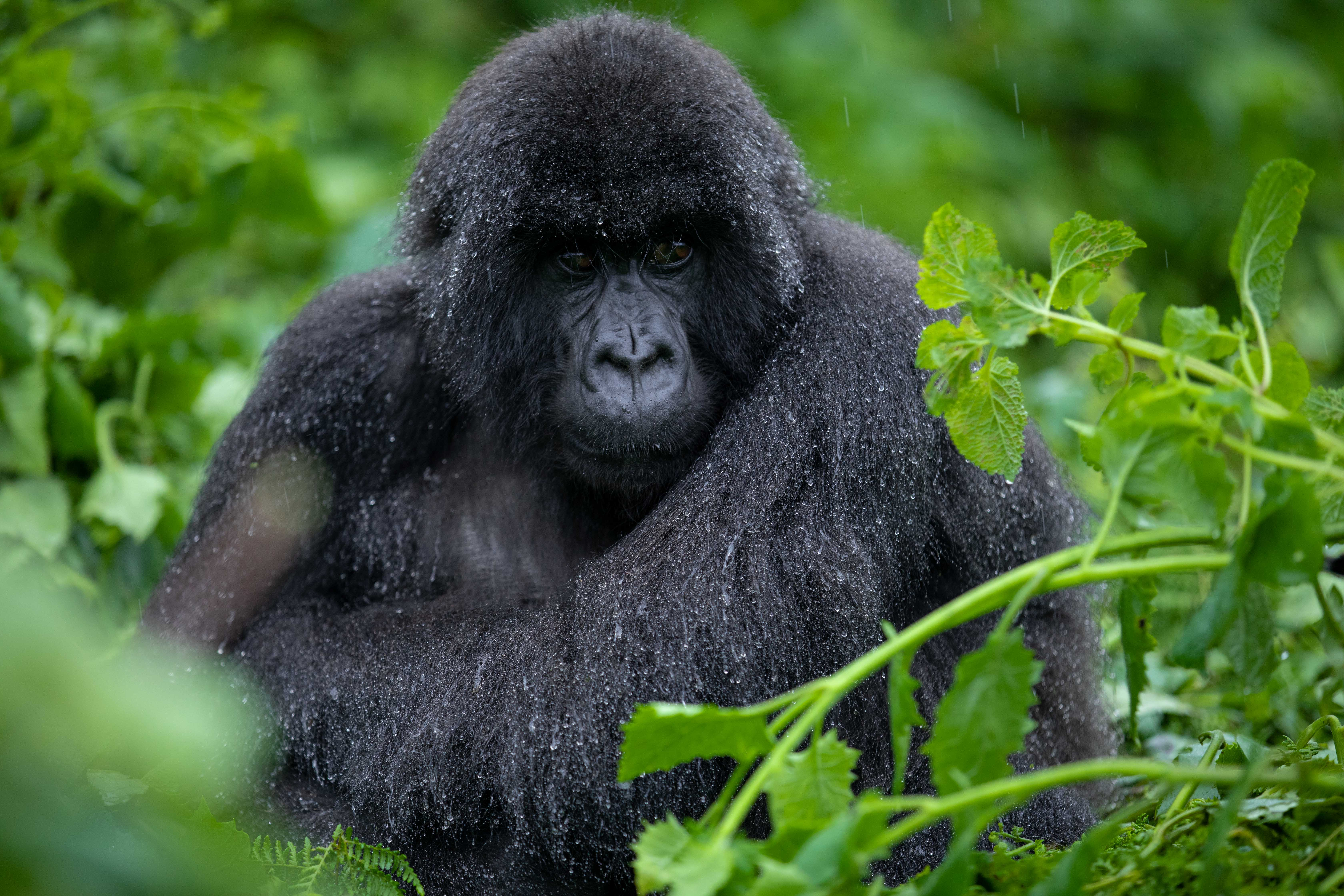
Berggorilla (Gorilla beringei beringei)
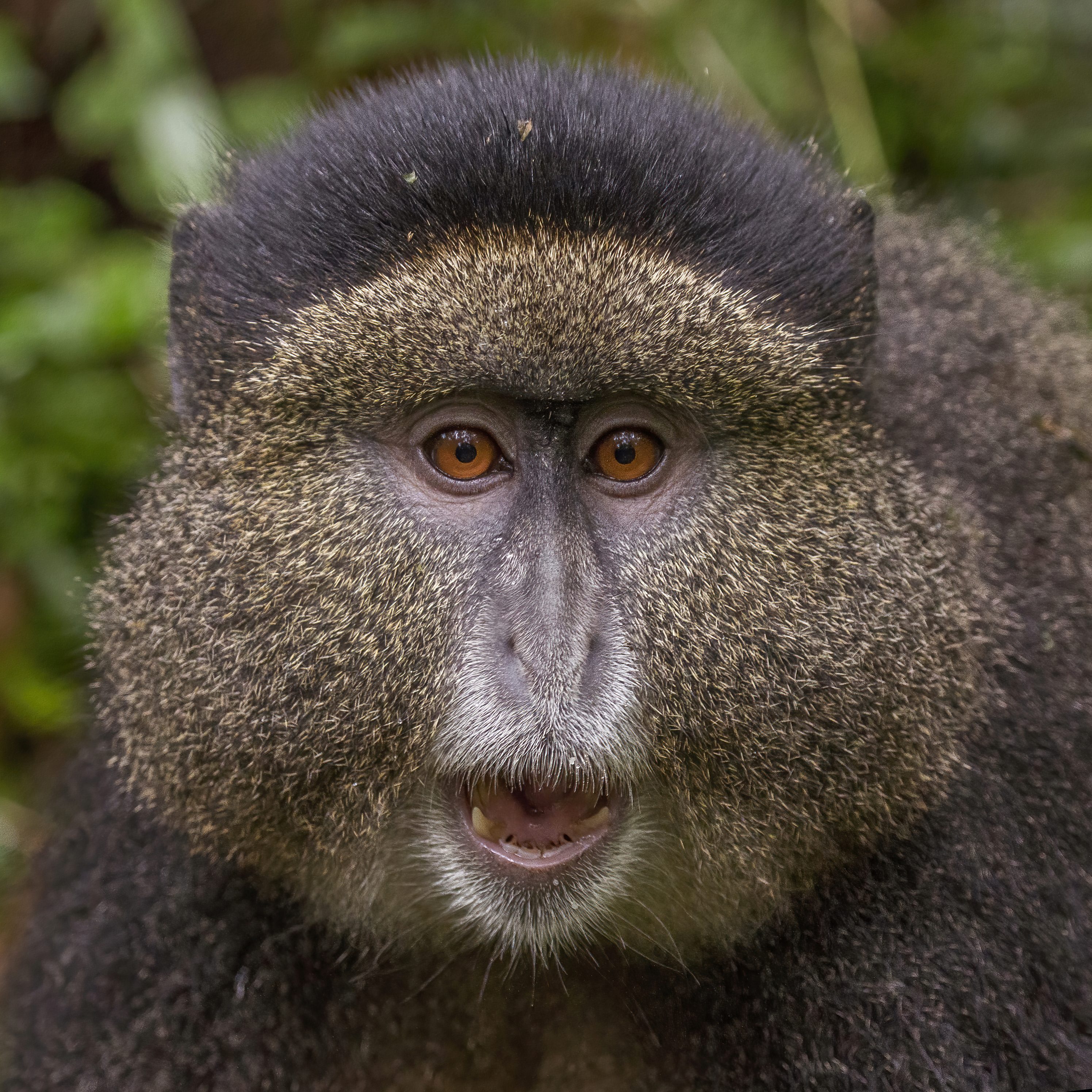
Goldmeerkatze (Cercopithecus mitis kandti)
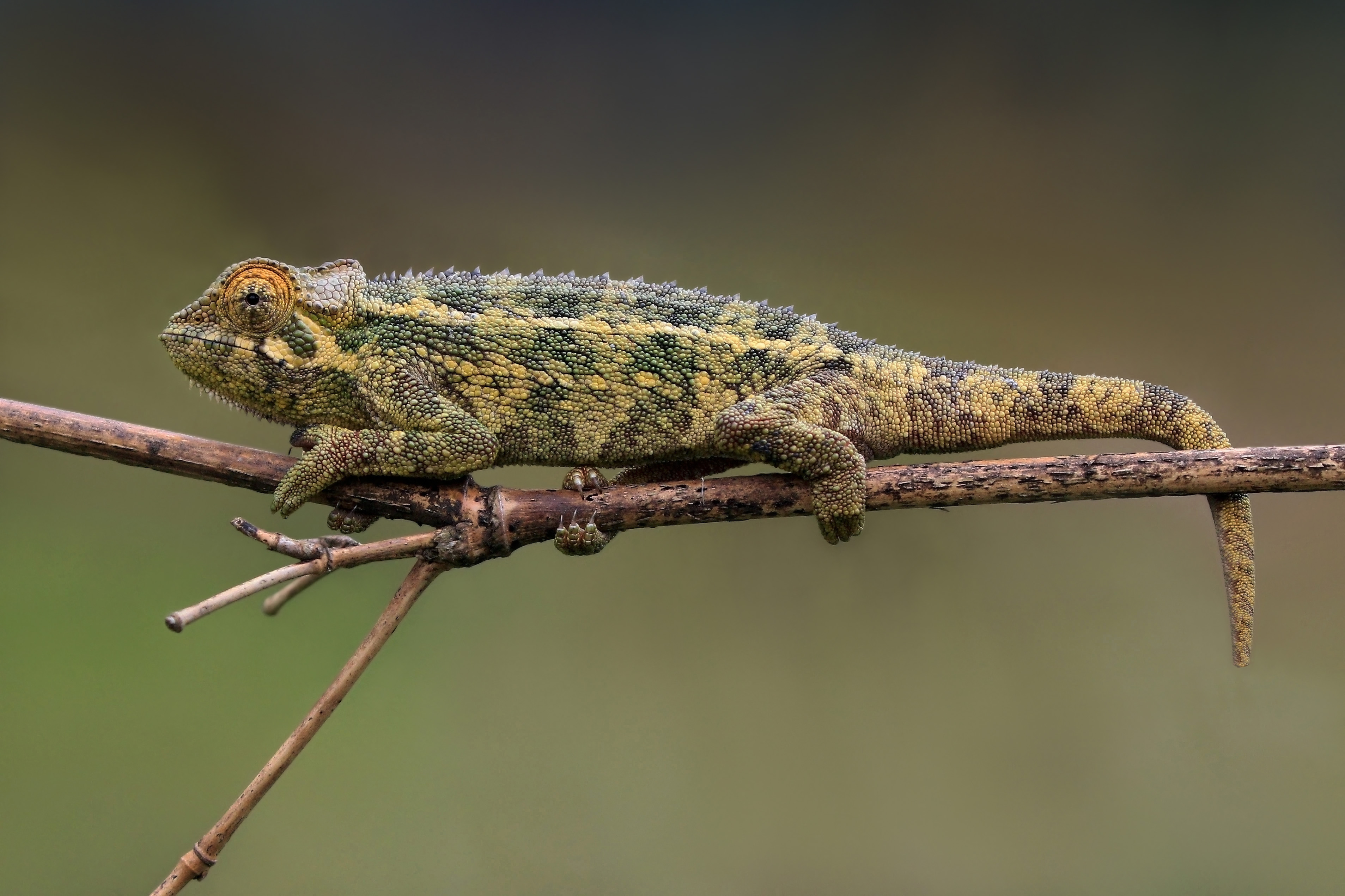
Raues Bergchamäleon (Chamaeleo rudis)

## Tourismus
Finanzinvestoren aus Dubai planen die touristische Erschließung der Parks durch ein Investitionsprogramm. Für knapp 160 Millionen Euro sollen acht Luxus-Tourismus-Komplexe in Ruanda errichtet werden. Als Touristenmagnet gilt in erster Linie die Berggorilla-Population im Vulkan-Nationalpark und den angrenzenden Nationalparks.